# Rhabdoblatta punctulata
Rhabdoblatta punctulata är en kackerlacksart som först beskrevs av Henri Saussure 1891.  Rhabdoblatta punctulata ingår i släktet Rhabdoblatta och familjen jättekackerlackor.
Artens utbredningsområde är Madagaskar. Inga underarter finns listade i Catalogue of Life.